# Danbury (New Hampshire)
Danbury – miasto w Stanach Zjednoczonych, w stanie New Hampshire, w hrabstwie Merrimack.